# 中西伸彰
中西 伸彰（なかにし のぶあき）は、日本の男性アニメ監督、アニメーション演出家である。

## 来歴
日本アニメーションにて、主に『世界名作劇場シリーズ』の制作進行を務め、その後演出家となった。
日本アニメーション退社後はマッドハウスやスタジオ雲雀、動画工房などの諸作品に参加している。

## 参加作品

### テレビアニメ
1983年
- アルプス物語 わたしのアンネット（制作進行）

1984年
- 牧場の少女カトリ（制作進行）

1985年
- 小公女セーラ（制作進行）

1986年
- 愛少女ポリアンナ物語（制作進行）

1987年
- 愛の若草物語（制作進行）
- 瞳のなかの少年 十五少年漂流記（制作進行）

1988年
- 小公子セディ（制作進行）

1989年
- ピーターパンの冒険（制作進行）

1990年
- 私のあしながおじさん（演出助手）

1991年
- トラップ一家物語（絵コンテ・演出・演出助手）

1992年
- 大草原の小さな天使 ブッシュベイビー（絵コンテ・演出・演出助手）

1993年
- 若草物語 ナンとジョー先生（絵コンテ・演出）
- 平成イヌ物語バウ（1993年 - 1994年、絵コンテ・演出）

1994年
- 魔法陣グルグル（1994年 - 1995年、監督・絵コンテ）

1996年
- 名犬ラッシー（絵コンテ・演出）

1997年
- 新・天地無用!（絵コンテ）

1998年
- Bビーダマン爆外伝（1998年 - 1999年、監督・絵コンテ・演出）
- カードキャプターさくら（1998年 - 2000年、絵コンテ・演出）

1999年
- A.D.POLICE（演出）
- KAIKANフレーズ（1999年 - 2000年、絵コンテ・演出）
- BLUE GENDER（1999年 - 2000年、絵コンテ・演出）

2000年
- うちゅう人 田中太郎（2000年 - 2001年、絵コンテ・演出）

2001年
- 探偵少年カゲマン（2001年 - 2002年、絵コンテ・演出）
- 地球防衛家族（演出）

2002年
- HAPPY★LESSON THE TV（絵コンテ・演出）
- わがまま☆フェアリー ミルモでポン!（2002年 - 2003年、絵コンテ・演出）

2003年
- わがまま☆フェアリー ミルモでポン! ごおるでん（2003年 - 2004年、絵コンテ・演出）

2004年
- みらくる! ぱんぞう（2004年 - 2005年、監督）
- ファンタジックチルドレン（2004年 - 2005年、絵コンテ）

2005年
- カード王 ミックスマスター（2005年 - 2006年、絵コンテ）

2006年
- かしまし 〜ガール・ミーツ・ガール〜（監督・絵コンテ・演出）
- すもももももも 地上最強のヨメ（2006年 - 2007年、監督・絵コンテ・演出）

2007年
- MOONLIGHT MILE 2ndシーズン -Touch down（演出）
- Myself ; Yourself（絵コンテ・演出）

2008年
- 忍たま乱太郎（絵コンテ）
- 恋姫†無双（監督・絵コンテ・演出）

2009年
- 真・恋姫†無双（監督・絵コンテ・演出）

2010年
- 真・恋姫†無双 〜乙女大乱〜（監督・絵コンテ・演出）

2011年
- ゆるゆり（絵コンテ・演出）
- たまゆら〜hitotose〜（演出）

2012年
- バトルスピリッツ 覇王（演出）

2013年
- まんがーる!（監督・絵コンテ・演出）

2014年
- 暴れん坊力士!!松太郎（演出）

2019年
- ノー・ガンズ・ライフ（演出）
- ちはやふる3（演出）

2020年
- 歌舞伎町シャーロック（演出）
- トミカ絆合体 アースグランナー（演出）
- NOBLESSE -ノブレス-（演出）

2022年
- このヒーラー、めんどくさい（監督・絵コンテ・演出）
- 惑星のさみだれ（監督）

2023年
- ポーション頼みで生き延びます!（監督・絵コンテ・演出）

2025年
- うたごえはミルフィーユ（絵コンテ）

### 劇場アニメ
1996年
- 魔法陣グルグル（監督）

2005年
- 劇場版デュエル・マスターズ 闇の城の魔龍凰（演出）

### OVA
2009年
- 恋姫†無双 †はわわっDVD七巻はOVAすぺしゃるですよ〜†（監督・絵コンテ・演出）

### Webアニメ
2008年
- いくぜっ! 源さん（絵コンテ）

2022年
- テルマエ・ロマエ ノヴァエ（絵コンテ）